# Плавневое
Плавневое (укр. Плавневе) — село, относится к Раздельнянскому району Одесской области Украины.
Население по переписи 2001 года составляло 49 человек. Почтовый индекс — 67451. Телефонный код — 4853. Занимает площадь 0,34 км². Код КОАТУУ — 5123981105.

## Местный совет
67411, Одесская обл., Раздельнянский р-н, с. Гаевка